# Un gauchito gil
Un gauchito gil es una película de Argentina dirigida por Joaquín Pedretti filmada en blanco y negro con algunas escenas en color, sobre su propio guion escrito en colaboración Milton Roses que se estrenó el 7 de noviembre de 2019 y que tuvo como actores principales a Horacio Fernández,  Celso Franco,  Jorge Román y  Cristian Salguero.

## Sinopsis
Héctor, un joven peón de campo, despierta en un territorio místico después de un accidente en el cual perdió a un niño al que debía estar cuidando. Lo busca acompañado por Quiroz, quien lo viste de héroe y lo consagra al destino de un elegido, atravesando todo un pantano en el cual va encontrando diferentes entidades que lo confunden con el héroe popular Antonio “Gauchito Gil”, a quien debe terminar encarnando.

## Reparto
Participaron del filme los siguientes intérpretes:
- Horacio Fernández...Suárez
- Celso Franco...Héctor
- Jorge Román….Quiroz
- Cristian Salguero...Mamerto

## Comentarios
Paula Vázquez Prieto en La Nación escribió:

”… arriesgada apuesta del director Joaquín Pedretti sobre el revés de un mito popular….Pedretti combina lo sagrado con lo profano, tiñendo de azul y fuego los retazos de la adoración popular que sus personajes representan. Si bien por momentos el simbolismo parece dejar de lado a la historia, las canciones en guaraní, las ceremonias paganas y los sonidos de una selva abrasiva configuran un paisaje inquietante, no tan frecuente en el cine argentino, que afirman un universo de singulares ideas.

Horacio Bernades en Página 12 opinó:

”….los esteros del Iberá…son una zona entre la vigilia y el sueño. Es esa frontera la que…Pedretti explora en su primer largometraje… entre altos pastizales, lianas y camalotes… la puesta en escena transmite bien la sensación de encierro. Pedretti usa lo narrativo como soporte para esa atmósfera onírica… que va progresando a medida que los individuos se adentran en la selva…. Para entender el ritual del final será necesario haber leído algún tratado sobre mitos y ritos de la zona. Eso permitiría saber, de paso, que Cruz Quiroz supo ser un gaucho renombrado. Con lo cual parecería querer aludirse a alguna forma de duplicación, simulación, repetición o encarnación (el desconocido y Antonio, suplantando a Quiroz y Gil), pero toda posible intención en ese sentido queda presa del hermetismo.